# La usurpadora
La usurpadora er en mexicansk tv-serie fra 1998. Hovedrollerne spilles af henholdsvis Gabriela Spanic (Paulina Martinez/Paola Montaner de Bracho), Fernando Colunga (Carlos Daniel Bracho) og Libertad Lamarque (Piedad Bracho).